# Controversia de Cambridge
La controversia de Cambridge, también conocido como el debate de las dos Cambridge  o  debate sobre el Capital fue un debate sobre la naturaleza y medición del capital como factor de producción y la influencia de tal concepción en la distribución del producto resultante,  entre varios economistas asociados, por un lado, con la Universidad de Cambridge en el Reino Unido (tales como Joan Robinson y Piero Sraffa)  y, por el otro con el Instituto Tecnológico de Massachusetts (MIT) en Cambridge, Massachusetts (Estados Unidos), con autores tales como Paul Samuelson y  Robert Solow. Otros autores que participaron incluyen, en el lado “europeo”  Luigi Pasinetti y Nicholas Kaldor y, en el lado “norteamericano”  David Levhari y Edwin Burmeister.
Como es obvio, esos autores representan dos de las grandes tendencias en el desarrollo de la disciplina en los comienzos de la segunda mitad del siglo XX. Tanto Robinson como Sraffa siendo asociados con el llamado poskeynesianismo (ejerciendo fuerte influencia incluso en el presente en la economía heterodoxa) y Samuelson y Solow siendo dos de los grandes representantes de la llamada síntesis neoclásico-keynesiana, que dominó el pensamiento económico en ese período.
Algunos han sugerido que la mayor influencia del debate fue el desarrollo de algunos aspectos metodológicos, pero sin mayor importancia en relación con materias teóricas de fondo en la disciplina. Para otros, sirve, por lo menos potencialmente, como introducción al análisis de algunos de los aspectos más complejos de la economía de principios del siglo XXI. Desde este punto de vista se puede afirmar que no hay acuerdo, incluso en el presente, acerca de la importancia y conclusiones del debate.

## Descripción general
Ostensiblemente el punto central del debate fue acerca de concepciones del capital y los problemas relacionados con su cálculo y agregación.  Una economía capitalista se caracteriza por dos sistemas de precios. Uno de ellos es el sistema de precios de los bienes como producto, el segundo es el precio de los activos de capital del sistema. El sistema de precios de la producción depende en gran medida de los salarios y los beneficios, mientras que el precio de los activos de capital del sistema depende de las estimaciones en el presente de los beneficios esperados o futuros, presentes estimaciones de los niveles de incertidumbre involucradas en posibles desarrollos, la capitalización actual y las tasas de los flujos de los beneficios. El problema se hace evidente cuando consideramos que los bienes físicos envueltos en ambos casos son los mismos: las inversiones son, de acuerdo a teoría, consumo pospuesto, o, en otras palabras, bienes cuyo consumo final es deferido. Pero si esos bienes tienen dos precios, ¿cuál es, en general, el que se debería usar para cálculos?.
La aparente simplicidad del problema delineado llevó rápidamente a complejidades. La escuela del Cambridge del Reino Unido, partiendo de la base que no hay (o, por lo menos, no se observa en la práctica) un punto de equilibrio económico y que las técnicas económicas son determinadas por factores no puramente económicos (es decir, externamente al área formal de la disciplina),  sugiriendo que, consecuentemente, un tomador de decisiones económicas no se enfrenta a mercados totalmente abiertos a la movilidad y competencia en relación con el ingreso adicional de factores, sino más bien tiene que elegir entre técnicas y situaciones predeterminadas por factores exógenos, propone que el capital es mejor entendido como un instrumento que busca preservar valor económico. Esto fue extendido por Piero Sraffa, quien afirmó que hay una relación de intercambio (trade-off) entre salarios y ganancias (lo que implica una competencia entre esos factores por el resultado del proceso de producción, lo que, a su vez, influencia el valor del capital). Por otra parte, los partidarios de la síntesis neoclásico-keynesiana en el MIT sugieren que, dado que el sistema por lo menos tiende a un equilibrio,  proponen que el capital es mejor entendido como un instrumento o medida financiera de un valor económico variable, que puede ser visto como un factor completa o esencialmente móvil en el proceso de producción, es decir, como constituyendo un factor que se pueden mover fácil y rápidamente, de acuerdo a las leyes del mercado competitivo, de un sector económico a otro y elegir una técnica de producción u otra con la misma facilidad.
El debate, en realidad, abarcó muchos otros temas, tanto directa como indirectamente, principalmente acerca de asuntos de principio y problemas conceptuales, y fue conducido en un lenguaje principalmente matemático y de lógica formal, pero algunos de los elementos centrales se pueden explicar en términos sencillos. No hay unanimidad entre los economistas acerca de los resultados e implicaciones del debate.
Entre esos otros aspectos se encuentran asuntos de ética (específicamente, el como se justifica la distribución del beneficio del proceso económico). Esos aspectos,  más allá de una breve mención, no serán explorados en lo que sigue.

## Telón de fondo e inicio
En economía, tal como generalmente se enseña en el presente, se considera que la Función de producción es uno de los conceptos básicos. Propuestas de estas relaciones se remontan a los clásicos, y fueron formalizadas —a partir del auge del marginalismo y el neoclasicismo por autores tales como Johann Heinrich von Thünen, Knut Wicksell y Philip Wicksteed; trabajos que culminaron (en 1928) en la conocida Función de producción de Cobb-Douglas.
En los textos introductorios a la disciplina la función se presenta, generalmente, en forma simplificada, como las relaciones en un sistema con solo dos factores de producción y un solo producto (que puede ser utilizado inmediatamente en consumo o "ahorrado" como inversión). Por ejemplo:
{\displaystyle Y=F(K,L)\,}
En la cual Y es ya sea el ingreso nacional o el PIB, K el capital y L trabajo (labour). (Nótese que Y es a veces reemplazado por Q en la cual Q se puede considerar la Cantidad total (total Quantity) de riqueza producida en un periodo determinado por esos recursos (es decir, todo lo producido menos todo lo gastado en la producción). Esta última formulación era la original, y, como se verá, enfatiza el problema.
En modelos más complicados del equilibrio general —tales como el modelo de crecimiento de Solow — esa fórmula se representa como
{\displaystyle Y_{t}=f(K_{t},L_{t},A_{t})}
en la cual A es el factor tecnológico.
En todos esos modelos se asume que todos los "tipos de trabajo" y todas las "unidades de capital" son homogéneos entre sí mismos pero heterogéneos en relación con el otro concepto (por ejemplo, cualquier tipo de trabajo es directamente comparable a cualquier otro, pero todos son diferentes a cualquier tipo de inversión). En cualquier caso, tanto el trabajo como el capital se miden en unidades físicas.
A partir de lo anterior, generalmente se avanzan una variedad de propuestas que son tratadas como implicaciones de la relación. Entre las principales se pueden contar: que la formulación es una representación simplificada pero adecuada de la realidad de un sistema económico extenso. (nótese como el ejemplo es explícitamente acerca de un sistema con solo dos factores y un producto, pero el resultado es el ingreso o producto nacional). Otra 'implicación' que conviene mantener presente es que la fórmula representa una justificación adecuada para la distribución de la renta del producto entre los factores: tanto el capital como el trabajo contribuyen al producto total, por lo tanto ambos tienen un derecho justificado al resultado. La distribución más justa de ese resultado es en relación con los precios o costos relativos de factor (o productividad marginal). La validez o no de esas asunciones, junto a otras similares, constituyeron muchos de los subargumentos del debate.
El debate mismo comenzó con la siguiente observación de Joan Robinson:
"Al estudiante de teoría económica se le enseña a escribir Q • f (L, K), donde L es una cantidad de trabajo, K una cantidad de capital y Q una tasa de producción de las mercancías. Se le instruye asumir todos los trabajadores como iguales, y a medir L en horas-hombre de trabajo, se le dice algo sobre el problema de números índices en la elección de una unidad de producción, y se le apresura al siguiente asunto, en la esperanza de que se olvide de preguntar en qué unidades se mide K. Antes de que él lo pregunte, se ha convertido en un profesor, y así los hábitos de pensamiento descuidado se transmiten de una generación a la siguiente".
La observación es engañosamente simple. Llama la atención el hecho de que concepciones de un capital en general están, al igual que concepciones generales del trabajo (y, por ello, del producto), expuestas al llamado problema de la agregación, es decir, que al igual que no se puede simplemente agregar peras y manzanas, o trabajo manual o físico simple y trabajo cualificado o intelectual, agregar cosas tales como martillos, tractores, escalpelos o computadoras también conduce a complicaciones. ¿Cómo podemos calcular, por ejemplo, el monto real y la contribución del "capital agregado" cuando se consideran un conjunto de empresas que producen muchos tipos de bienes y servicios, empleando miles o millones de trabajadores y una multitud de herramientas y maquinas, utilizando diversas formas de división del trabajo?.
La respuesta, tradicionalmente sugerida a los estudiantes, es que tanto el producto como el capital agregado se miden en dinero (es decir, que el "capital industrial" se trata como Capital financiero). Esto permite construir modelos económicos asumiendo que, dado un equilibrio, por un lado, el ahorro es consumo diferido e igual, en monto, a la inversión, y por el otro, que el retorno de esa inversión es igual a la productividad marginal de la misma, lo que a su vez permite simplificar enormemente los cálculos económicos (y, en un razonamiento circular, avala la existencia del equilibrio). Por el contrario, si el valor de los bienes de capital resulta ser diferente del valor de los bienes de "consumo diferido", el cálculo se dificulta.

## El asunto de la agregación en la función de producción
Como se ha visto arriba, en el tratamiento usual de la función de producción tanto el ahorro como la inversión se consideran homogéneos, lo que permite medirlos en la misma unidad. Igualmente homogéneo es el valor de los insumos y/o bienes intermedios. Si consideramos ese consumo deferido y los insumos como componentes del capital en su contribución a la producción, podemos sugerir que tanto esos elementos como el capital mismo deviene una ganancia que, paralelamente al salario en el caso del factor trabajo, en el caso del capital es la tasa de interés (r) o tasa de ganancia (R).
La forma tradicional de agregar el valor de los bienes de capital es multiplicar el número de unidades (por ejemplo, diez tractores y veinte palas) por su precio, y sumar el total de cantidades obtenidas. Sin embargo, Robinson señala, y Saffra posteriormente, que esta manera de medir la cantidad total de capital depende tanto o más de la tasa de ganancia que de la cantidad de capital invertido. En otras palabras, la tasa de interés es crucial para determinar el monto del capital. 
Al presentar ese argumento, Sraffa comienza notando que el problema de la medición y concepción del capital se remonta a la economía clásica. Para los clásicos el capital, dado que la inversión es equivalente al ahorro y este a su vez es consumo pospuesto, es matemáticamente equivalente a la diferencia entre todo lo que se produce y todo lo que se consume en el proceso durante un periodo dado. Pero esa diferencia es también la plusvalía o "nueva riqueza" producida en un periodo dado.  El problema, del que los clásicos eran conscientes, aparece cuando notamos que la inversión depende de la tasa de ganancia.  Esa tasa de ganancia depende de los precios de mercado, pero estos dependen a su vez de la tasa de ganancia. Como es obvio, hay en el argumento una circularidad que, si bien necesariamente no lo invalida, lo convierte en poco útil desde la perspectiva analítica: no podemos determinar los precios de mercado sin conocer la tasa de ganancia, pero la tasa de ganancia no puede ser determinada sin conocer los precios de mercado. De esta forma, no podemos valuar las inversiones y, consecuentemente, no se puede determinar el valor del capital. Tampoco lo podemos derivar lógicamente del valor del trabajo (como siendo el valor restante que queda del monto total del producto después que se pagan salarios) dado que el trabajo y el capital no son homogéneos entre sí. Así, a menos que esa derivación sea utilizada simplemente por convención o algún otro mecanismo, no hay ninguna razón aparente por la cual la diferencia monetaria entre el monto de los salarios y el del producto deba ser el costo del capital. (Se podría alegar, como algunos de hecho hicieron, que toda la plusvalía es producto del trabajo y solo del trabajo). 
A partir de lo anterior Robinson argumenta (op. cit) que la variación entre la tasa de trabajo y el valor total de los bienes utilizados en los diferentes sectores económicos, en un mercado competitivo en equilibrio y asumiendo que la tasa de ganancia es igual en todos los sectores, implica que el precio de los bienes de capital en los sectores con uso intensivo del factor trabajo debería ser mayor que en el de sectores intensivos en capital, para que la tasa de ganancia siga siendo la misma en los diferentes sectores. Adicionalmente, la intensidad de uso del capital cambia de manera diferente en los sectores productivos de bienes de capital, lo que aumenta la complejidad del problema. Pero, conversamente, si la tasa de ganancia varía, no se puede esperar que el precio de los bienes o agregaciones aleatorias de los mismos permanezcan constantes. En ambos casos la conclusión es la misma: si la tasa de ganancia (o interés) es la misma a través de los diferentes sectores económicos, los precio de un mismo tipo de bienes de capital no pueden ser uniformes. Si la tasa es diferente, los precios de los bienes no pueden ser constantes (Robinson, op. cit).
Por ejemplo, considérese un bien cualquiera (que será utilizado como inversión). Obviamente el precio del mismo no puede ser igual, asumiendo que el resto de las condiciones permanecen constantes, si ese bien se vende a una ganancia de 10% que si se vende a 20% de ganancia. Por otra parte, suponiendo que se vende a la misma tasa de ganancia, el "salario" de los factores no puede ser igual si se produce utilizando altos niveles de inversión de capital que cuando esos niveles son bajos. A altos niveles de uso del capital, la productividad del factor capital (de acuerdo a la interpretación neoclásica misma) decae. Por lo tanto, su costo debería decaer. 
En resumen, de acuerdo a Robinson, el capital fijo es heterogéneo y no se puede agregar como el capital financiero. Este último se mide en unidades monetarias y fácilmente se puede añadir.
Adicionalmente Saffra sugirió que esta es una relación inversa a la causalidad asumida por teoría neoclásica de la producción entre la tasa de ganancia y la cantidad de capital. De acuerdo con esa teoría, específicamente,  de acuerdo a la ley de los rendimientos decrecientes, un aumento en la cantidad de capital utilizado debe reducir la tasa de ganancia. Sraffa mostró matemáticamente que, por el contrario,  un cambio en la tasa de ganancia provoca un cambio no lineal del valor de las inversiones. Este análisis sugiere que un uso más intensivo de un factor de producción  — no solo el capital—  puede llevar a situaciones que incrementarían el precio de ese factor. 
Según sus proponentes, este análisis levanta serias dudas sobre la visión neoclásica de los precios como indicador de escasez en general y, en particular, sobre la sugerencia de la principio de sustitución, que se deriva de la teoría de oferta y demanda, concretamente, en relación con el funcionamiento de los bienes de capital.
Sin embargo, los economistas neoclásicos no ven ningún gran problema. Según ellos es suficiente agregar el valor en dinero de todos los bienes con el fin de obtener el monto total de capital. Esto es, obviamente, una simplificación pero una simplificación permisible a niveles introductorios y como mecanismo para estudiar relaciones generales, no una representación fiel de la realidad.  Obviamente, esto no resuelve realmente el problema de como se generaliza al nivel nacional, lo que finalmente llevó a la sugerencia -por Samuelson y otros - que el capital puede ser estudiado utilizando las llamadas Funciones Surrogadas de Producción (también conocidas como Funciones de producción per cápita), que buscan relacionar la productividad de un trabajador cualquiera con la "cantidad" de capital que utilice, con el precio de este último determinado de acuerdo "al mercado competitivo".
En la actualidad generalmente se considera que la sugerencia de las 'Funciones Surrogadas de Producción' no es teóricamente satisfactoria. Por otra parte, funcionan bien a nivel empírico.  Esto implica que el asunto permanece sin resolución final.

## El asunto de los efectos de Wicksell
Otro asunto que formó parte importante del debate fueron la existencia o no (potencialmente derivada de la discusión reseñada más arriba)  y consecuencias de los llamados efectos de Wicksell.
Se entiende por  'efectos de Wicksell la consecuencia en la valuación de un bien de capital ocasionados por cambios ya sea en condiciones físico-temporales (efectos reales, por ejemplo: depreciación; obsolescencia, etc.) o en el conjunto de bienes de capital (efectos nominales).  Estos efectos sugieren que evaluar los bienes de capital en la práctica es extremadamente difícil.
Los efectos de Wicksell más relevantes al debate son los nominales. Estos son: retornos o recambios (reswitchings en inglés ) y reversiones. 
El recambio o retorno significa que no existe una relación simple o "una a una" (monótona) entre la naturaleza de las técnicas de producción utilizadas y la tasa de ganancia. Por ejemplo, podemos ver una situación en la que una técnica de producción determinada A minimiza los costos de producción en una condición de baja tasa de ganancias, siendo reemplazada por una técnica B cuando la tasa de ganancia aumenta. Pero, al aumentar la tasa de ganancia aún más, la empresa encuentra conveniente retornar a utilizar la técnica A.
Estos retornos posibilitan la existencia de la reversión: una asociación entre altas tasas de ganancia del capital (o costos altos del capital) y el uso de técnicas de producción que hacen uso intensivo de bienes de capital.
Estos efectos se extienden más allá de los problemas de agregación ya delineados. Es posible, por ejemplo, observarlos a nivel microeconómico, es decir, ver que una empresa en particular, confrontando un incremento en el precio del capital, encuentra efectivo pasar de utilizar una técnica A a técnica B, para posteriormente volver a utilizar la técnica A.
Obviamente estos efectos cuestionan una de las propuestas generales de la posición neoclásica: el alza del precio de un factor (en este caso, el capital) debería llevar a una reducción en su uso. Si el recambio y la inversión existen, tal propuesta no es válida. 
Consecuentemente una de las primeras reacciones del lado neoclásico fue negar la existencia  —o, por lo menos, la relevancia — de los efectos. Sin embargo, finalmente Samuelson y otros tuvieron que reconocer que existen y tienen validez general, es decir, tienen relevancia al problema en cuestión.
Finalmente Samuelson escribió que: "El fenómeno de retornar con una tasa de interés muy baja a un conjunto de técnicas que habían parecido viables sólo a una tasa de interés muy altas implica algo más que dificultades esotéricas. Esto demuestra que la simple historia contada por Jevons, Böhm-Bawerk, Wicksell y otros escritores neoclásicos — alegando que, en la medida que la tasa de interés disminuye como consecuencia de la abstención de consumo presente en favor del futuro, la tecnología debe llegar a ser, en algún sentido,  "más compleja" ("more roundabout" en el original), "más mecanizada" "y  "más productiva " —  no puede ser universalmente válida."
La respuesta de Robinson  introduce la última fase del debate, fase que, en un cierto sentido, se extiende al presente.
En ese artículo Robinson esencialmente argumenta que lo importante de los efectos de Wicksell no es que existan ciertas situaciones sorprendentes, aparentemente paradójicas, sino el punto metodológico que el valor del capital está continuamente variando. Esto implica que concebir la economía como teniendo o tendiendo a un punto de equilibrio (en el cual, por ejemplo, lo producido iguala a los ingresos y las inversiones igualan al ahorro, etc.) es erróneo. Hay, si se quiere, muchos puntos de equilibrio. Y presentar una fórmula basada en ese supuesto equilibrio único como teniendo aplicación o validez general conduce a error (el error que Robinson alega al inicio del debate) porque oculta esa realidad esencial de cualquier economía. (Robinson, op. cit).
La posición de Robinson generalmente se interpreta como significando que es posible derivar formulaciones acerca de cada una de una variedad de situaciones, teóricas o reales, en equilibrio. Es posible y legítimo comparar esas formulaciones, pero no derivar reglas generales comunes a todas las evoluciones que llevarían o llevaron a esas situaciones. En las palabras de Harcourt: 
"Siguiendo las estructuras de Joan Robinson de que es muy importante no aplicar los teoremas obtenidos en el análisis de las diferencias a las situaciones de cambio..., los escritores modernos por lo general han sido cuidadosos de enfatizar que sus análisis son en esencia comparaciones entre diferentes situaciones de equilibrio y que ellos no están analizando procesos reales.".
Lo anterior lleva a considerar la llamada dependencia del camino, el efecto que el desarrollo de un sistema económico tiene en su resultado teórico estable. O, en otras palabras, los diversos tipos de equilibrios que se pueden obtener siguiendo diferentes modelos de crecimiento económico.
Nótese que la propuesta implica que resultados (o "equilibrios") profundamente diferentes se pueden obtener a partir de circunstancias objetivas similares. El resultado depende no solo de esas condiciones sino también de como se escoja utilizarlas.
Profundizando se podría sugerir que quizás sería más apropiado hablar de dos tipos de influencia: la de la historia y la de las expectativas de los actores económicos.
Pero quizás una de las implicaciones más importante de la sugerencia es que las políticas económicas (o las políticas de economía política) que se escojan, incluyendo cosas tales como la definición del equilibrio económico, tienen una importancia mayor en los desarrollos económicos. Esto nos lleva a un concepto central para la economía de fines del siglo XX y principios del XXI: el de equilibrio dinámico.

## Citas y referencias
1. ↑   Por ejemplo: Gary Mongiovi The Capital Controversy in Historical Perspective (enlace roto disponible en Internet Archive; véase el historial, la primera versión y la última).
2. ↑   Por ejemplo, Jack Birner (2002): 
The Cambridge controversies in capital theory: a study in the logic of theory development
3. ↑   Andrés Lazzarini (2011): "La investigación presentada en este libro pone de manifiesto la importancia de los debates sobre la teoría del capital en Cambridge para una mejor comprensión del estado actual de la teoría del capital neoclásica, y así contribuir a rescatar la importancia de la controversia del aparente estado inconcluso al que podría haber sido llevado en su segunda fase.".-  en Revisiting the Cambridge Capital Theory Controversies: A Historical and Analytical Study (enlace roto disponible en Internet Archive; véase el historial, la primera versión y la última). (conclusiones)
4. 1 2   Hyman Minsky (1980): DISCUSSION OF THE TAYLOR PAPER
5. ↑   Por ejemplo:  Noemi Levy Orlik (2004), en Eugenia Correa, Alicia Girón (editoras): Economía financiera contemporánea p 182 y sig. Esta posición fue derivada por los partidarios de la síntesis clásico keynesiana de la sugerencia de Irving Fisher, (ver  Paul Samuelson : Irving Fisher and the Theory of Capital, en The collected scientific papers of Paul A. Samuelson;  p 669, etc) y fue originalmente propuesta formalmente por Nassau William Senior en su "A Lecture on the Production of Wealth" (1847), para quien el origen del capital esta en la "abstinencia" de los consumidores, pero la idea se puede trazar a Adam Smith, quien propone, en su "La riqueza de las naciones" (II.1.1), que "Pero cuando (un actor económico) posee bienes suficientes para mantenerlo durante meses o años, naturalmente se comporta para obtener un ingreso de la mayor parte de el mismo, reservándose para su consumo inmediato, sólo tanto como necesita para mantenerse hasta que estos ingresos comienza a llegar.  Su riqueza total, por lo tanto, se divide en dos partes. Aquella parte, que espera, le pagara esta renta, se llama su capital».
6. ↑   Cameron M. Weber ( 2009): Overview of Cambridge Capital Controversy (enlace roto disponible en Internet Archive; véase el historial, la primera versión y la última).
7. ↑   Jack Birner (2005):The Cambridge Controversies in Capital Theory: A Study in the Logic of Theory Development
8. ↑  Frank C. Wykoff (2003): Obsolescence vs. Deterioration with Embodied Technological Change Archivado el 9 de agosto de 2017 en Wayback Machine.
9. ↑   Sergio Parrinello (2005): Intertemporal Competitive Equilibrium, Capital and the Stability of Tatonnement Pricing Revisited
10. ↑   Mishra, SK (2007): A Brief History of Production Functions
11. ↑   Robert E. Hall y John B. Taylor (Antoni Bosch editor, 1992): Macroeconomía, cap 4, punto 1, sección "Tecnología y la Función de producción"
12. ↑  Por ejemplo: R. Clark Robinson: MARGINAL PRODUCT OF LABOR AND CAPITAL
13. ↑  Por ejemplo, Hall y Taylor (op. cit) explican que "La función de producción relaciona el producto al empleo y el capital, cualquiera sean sus niveles. Nos dice cual seria el PIB real producido, por ejemplo, si hubiese una depresión muy severa y solo la mitad de la gente que normalmente trabaja estuviese empleada".
14. ↑  Joan Robinson: The Production Function and the Theory of Capital I(introduction, p 81) Review of Economic Studies, 21 (2), 1953-1954, pp 81-106
15. ↑   Robert M. Solow: The Production Function and the Theory of Capital The Review of Economic Studies - Vol. 23, No. 2 (1955 - 1956), pp. 101-108
16. ↑  Paul A. Samuelson (1962): Parable and Realism in Capital Theory: The Surrogate Production Function - The Review of Economic Studies (Oxford University Press)  Vol. 29, No. 3 (Jun., 1962), pp. 193-206
17. ↑   Bertram Schefold (2007): Classical Economics and Input-Output Models (enlace roto disponible en Internet Archive; véase el historial, la primera versión y la última).
18. ↑   A. Bhaduri: The Concept of the Marginal Productivity of Capital and the Wicksell Effect  Oxford Economic Papers (Oxford University Press) New Series, Vol. 18, No. 3 (Nov., 1966), pp. 284-288
19. ↑   DG Champernowne: The Production Function and the Theory of Capital: A Comment .- The Review of Economic Studies Vol. 21, No. 2 (1953 - 1954), pp. 112-135 .
20. ↑  Wicksell, K (1893) Value, Capital and rent
21. ↑  Wicksell, K (1934) Lectures on Political Economy
22. ↑   David Laibman and Edward J. Nell (1977): Reswitching, Wicksell Effects, and the Neoclassical Production Function The American Economic Review Vol. 67, No. 5
23. ↑   Heinz D. Kurz, Neri Salvadori (1997)
Neoclassical responses  en Theory of production: a long-period analysis, p 449 y sig
24. ↑   David Levhari and Paul A. Samuelson  (1966): The Nonswitching Theorem is False The Quarterly Journal of Economics, Vol. 80, No. 4.
25. ↑   "Roundaboutness" es una medida intuitiva del "aumento de la complejidad de la producción" proveniente de la Escuela austríaca. Implica que, con el paso del tiempo histórico, el proceso productivo es cada vez más complejo, se utiliza cada vez más y más bienes de capital o que la cantidad relativa de capital en una economía aumenta incrementalmente. El término fue introducido por Böhm-Bawerk
26. ↑   Paul A. Samuelson (1966): A Summing Up The Quarterly Journal of Economics -  80 (4)
27. ↑   Joan Robinson (1975): The Unimportance of Reswitching  The Quarterly Journal of Economics Vol. 89, No. 1
28. ↑   Michael J. Osborne 2010): The Cambridge Controversies in the Theory of Capital: Revisiting the Reswitching Puzzle (enlace roto disponible en Internet Archive; véase el historial, la primera versión y la última).
29. ↑   Geoffrey C. Harcourt (1972): Some Cambridge Controversies in the Theory of Capital.- Cambridge University Press, p 122
30. ↑   Debraj Ray (2000): What's New in Development Economics?
31. ↑  Paul Krugman (1989): History Vs Expectations
32. ↑   Per Krusell, Vicenzo Quadrini, Jose Victor Rios Rull (1997): Politico-economic equilibrium and economic growth (enlace roto disponible en Internet Archive; véase el historial, la primera versión y la última).